# Gregori de Limosano
Gregori de Limosano fou un destacat monjo de l'abadia de Montecassino on era vers el 1120, i després bisbe de Limosano (llatí Limuessanus). Pere Diaca diu que va escriure un poema molt bo sobre la destrucció de Montecassino. La seva obra manuscrita es conserva a la biblioteca de Maro.